# Apertochrysa umbrosa
Apertochrysa umbrosa is een insect uit de familie van de gaasvliegen (Chrysopidae), die tot de orde netvleugeligen (Neuroptera) behoort. 
Apertochrysa umbrosa is voor het eerst wetenschappelijk beschreven door Navás in 1914.